# Сивкова, Анна Витальевна
А́нна Вита́льевна Сивкова (род. 12 апреля 1982, Москва) — российская фехтовальщица на шпагах, олимпийская чемпионка 2004 года в командном первенстве, трёхкратная чемпионка мира и 4-кратная чемпионка Европы. Заслуженный мастер спорта России. Капитан ВС РФ.
Серебряный призёр первенства мира по фехтованию среди юниоров (1999) в личном зачете, победитель первенства мира среди юниоров (2000) в командном зачете. В сборной команде России с 2001 года. Фехтовала правой рукой. Тренер — заслуженный тренер России Л. В. Вязова. Выступает за ЦСКА Москва.
Все свои золотые награды на Олимпийских играх (1), чемпионатах мира (3) и Европы (4) выиграла в командном первенстве. В личном фехтовании — 2 серебра (2004 и 2009) и одна бронза (2008) на чемпионатах Европы, а также серебро чемпионата мира 2013 года.

## Награды и звания
- Орден Дружбы (18 февраля 2006 года) — за большой вклад в развитие физической культуры и спорта и высокие спортивные достижения[1].
- Заслуженный мастер спорта России (2003)